# Дрянова глава
Дрянова глава е село в Южна България. То се намира в община Кирково, област Кърджали.

## География
Село Дрянова глава се намира в планински район.

## История
До 1934 година името на селото е Сюлюмезлер. Според проучванията на Анастас Разбойников през 1830 година селото е имало 25 турски къщи, през 1878 – 30, а през 1912 и 1920 година – 33 къщи.

## Население
Преброяване на населението през 2011 г.
Численост и дял на етническите групи според преброяването на населението през 2011 г.:
|                     | Численост | Дял (в %) |
| Общо                | 58        | 100,00    |
| Българи             | 0         | 0,00      |
| Турци               | 5         | 8,62      |
| Цигани              | 0         | 0,00      |
| Други               | 0         | 0,00      |
| Не се самоопределят | 0         | 0,00      |
| Неотговорили        | 51        | 87,93     |